# Pedro Apselamos
Pedro Apselamos (ou Abselamos, Balsamos, Absalão ou, menos usualmente, Pedro de Atroa) foi um mártir cristão nascido em Eleuterópolis.

## História
Há duas tradições distintas para o seu martírio. Eusébio de Cesareia afirma, em sua "História dos Mártires da Palestina", que Pedro teria sido queimado vivo em Cesareia juntamente com o bispo marcionita Asclépio por se recusar a sacrificar aos deuses romanos. Já um relato na Acta Sanctorum (BHL 6702) informa que ele teria sido torturado e morte em Aulana, no Hebrom, e depois crucificado.
Tillemont afirmou que se tratam de duas pessoas diferentes nestes relatos: Pedro Abselamus teria sido crucificado em Aulana e Pedro Absalon foi queimado em Cesareia.
Segundo Saxer, reunindo os estudos atuais, Pedro, "na realidade, morreu em Cesareia da Palestina a 11 de janeiro de 309".
De qualquer maneira, há duas festas para este santo mártir. O que foi morto em Aulana é comemorado em 3 de janeiro, enquanto que o de Cesareia, em 13 janeiro.